# Didier Guillaume

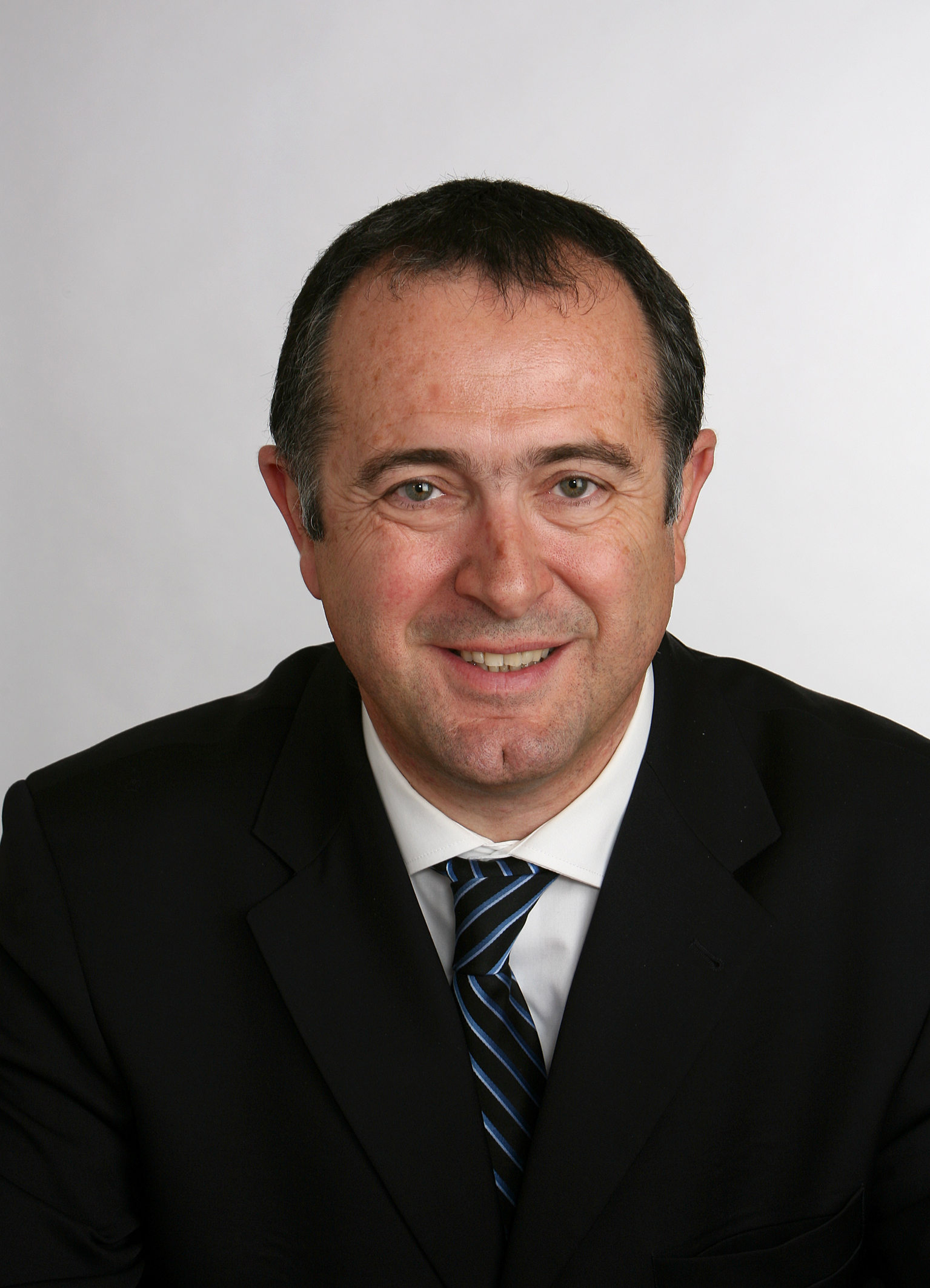
Didier Guillaume (2009)

Didier Marcel Francois Guillaume (* 11. Mai 1959 in Bourg-de-Péage, Département Drôme; † 17. Januar 2025 in Nizza, Département Alpes-Maritimes) war ein französischer Politiker, der von September 2024 bis zu seinem Tod im Januar 2025 als Staatsminister von Monaco amtierte. Zuvor war er von 2018 bis 2020 französischer Minister für Landwirtschaft und Ernährung in der Regierung von Premierminister Édouard Philippe. Er war bis 2018 Mitglied der Sozialistischen Partei und danach parteilos.

## Karriere

### Beginn (1983–2008)
Der ausgebildete Finanzbeamte war in seiner Jugend Funktionär des Mouvement des Jeunes Socialistes, der Jugendorganisation der Parti socialiste (PS). Er wurde 1983 erstmals in den Gemeinderat seiner Heimatstadt Bourg-de-Péage gewählt, wo die Sozialisten damals in der Opposition waren. Von 1986 bis 1997 war Guillaume Erster Sekretär (Vorsitzender) des PS-Verbands im Département Drôme. Von 1992 bis 1998 gehörte er dem Regionalrat von Rhône-Alpes an.
Als die Sozialisten 1995 die Kommunalwahl in Bourg-de-Péage gewannen, wurde Guillaume Bürgermeister. Die Stadt ist der Hauptort des Kantons Bourg-de-Péage, den Guillaume von 1998 bis 2015 im Generalrat des Departements Drôme vertrat. Sein Bürgermeisteramt legte er 2004 nieder, als er zum Präsidenten des Generalrats von Drôme gewählt wurde. Diese Position hatte er bis 2015 inne.

### Senator für Drôme (2008–2018)
Im Jahr 2008 wurde Guillaume in den Senat gewählt. Von 2011 bis 2014 war er unter der Führung von Präsident Jean-Pierre Bel erster Vizepräsident des Senats. Danach wurde er Fraktionsführer der Sozialisten im Senat.
Nach dem Sieg der Republikaner bei den Departmentwahlen 2015 legte er das Amt des Präsidenten des Generalrats des Departements Drôme nieder. Guillaume arbeitete auch als Wahlkampfleiter von Manuel Valls bei den Vorwahlen der Sozialisten für die Präsidentschaftswahlen 2017. Guillaume wurde im Mai 2018 von Patrick Kanner als Fraktionsvorsitzender im Senat abgelöst. Im Mai desselben Jahres verließ er die Senatsfraktion der Sozialisten und trat der zentristischen, sozialliberalen Fraktion Rassemblement démocratique et social européen (RDSE) bei, der vorwiegend Senatoren des Mouvement radical und kleinerer Mitte-links-Parteien angehörten.

### Landwirtschaftsminister (2018–2020)
Guillaume war von Oktober 2018 bis Juli 2020 als Nachfolger von Stéphane Travert Minister für Landwirtschaft und Ernährung unter Premierminister Édouard Philippe. Nach seinem Amtsantritt gelobte er, seine Entscheidungen „unabhängig“ von den Industrielobbys zu treffen.
Guillaume erklärte, dass er 2020 gegen seinen Regierungskollegen Jean-Baptiste Lemoyne als Bürgermeister von Biarritz antreten würde, aber beide zogen ihre Kandidatur vor der Wahl zurück.
Während der COVID-19-Pandemie rief Guillaume arbeitslose Bürger dazu auf, den Landwirten des Landes bei der Produktion zu helfen, da ausländische Saisonarbeiter fehlten. 50.000 Menschen nahmen das Angebot an. Er wurde im Juli 2020 von Julien Denormandie als Minister abgelöst und kündigte an, sich aus der Politik zurückzuziehen.

### Staatsminister von Monaco (2024–2025)
Didier Guillaume wurde am 10. Juni 2024 als zukünftiger Staatsminister von Fürst Albert II. designiert. Er trat am 2. September seine vierjährige Amtszeit an und wurde Nachfolger von Pierre Dartout.
Am 17. Januar 2025 verstarb Guillaume im Rahmen eines geplanten Krankenhausaufenthaltes im Alter von 65 Jahren in Nizza.